# Pacora (Panamá)
Pacora es un corregimiento del distrito de Panamá, ubicado al este del área metropolitana de la Ciudad de Panamá y 
este del centro de la capital. Colinda con la bahía de Panamá al sur, con el corregimiento de Las Garzas al este y con los corregimientos de Don Bosco, Tocumen y 24 de Diciembre (Panamá) al oeste, y con San Martín y Caimitillo al norte. 
Este es uno de los corregimientos más antiguos del país, tanto por sus orígenes como por su fundación. En los primeros años de la década del 1580, se asentaron en esta área varios esclavos negros, encabezados por la figura de Antón Mandinga, luego de que llegaran a arreglos de paz con las autoridades españolas de la época.
La comunidad de Pacora, llamada así por la abundancia de palmeras conocidas como pácoras, fue establecida el 30 de mayo de 1582. Durante el siglo XIX, Pacora fue convertido en un distrito de la provincia de Panamá, pero el 15 de diciembre de 1892 fue degradado a corregimiento del distrito de Panamá, condición que mantiene actualmente.
La zona ha sido invadida en más de una ocasión por personas de escasos recursos, motivados por la falta de viviendas en el área metropolitana de la ciudad, lo cual ha conllevado a la creación de numerosas comunidades. Por esta razón, su población aumentó de los 6 mil habitantes, en 1980, a 26 mil, en 1990 y a más de 60 mil en 2000. 
A través de la ley 40 de 2017, el corregimiento de Las Garzas fue segregado del corregimiento de Pacora.